# 妥坝县
妥坝县，原中国西藏自治区昌都地区的一個縣，1999年已经撤销。
1983年10月8日，国务院国函字[1983]212号文件批准原属昌都县、察雅县、江达县三县部分区域，设立妥坝县。但该县一直未能成立。1999年9月21日民政部民发[1999]54号文件批准撤销妥坝县。同时撤销的还有隆格尔县、盐井县、碧土县和生达县。
该县位于昌都地区东部，面积约1.3万平方公里，下辖4区20乡。人口1.6万，几乎都是藏族。
川藏公路经过。有林牧和药材出产。